# Miacis
Miacis (‘animal mare’) és un gènere extint de mamífers carnivoraformes. Aparegué fa aproximadament 55 milions d'anys, a l'Eocè molt primerenc. S'estengueren per Nord-amèrica i Euràsia, com ho demostra el fet que se n'hagin trobat fòssils a llocs tan variats com els Estats Units, el Canadà, França, el Kazakhstan o la Xina, i estaven adaptats a un mode de vida arborícola als boscos. Encara presentaven característiques típiques d'altres carnívors primitius com els creodonts, com per exemple el crani baix, un llarg cos esvelt, una cua llarga i potes curtes. Probablement s'extingiren fa 42 milions d'anys, a l'Eocè mitjà, però s'han descobert fòssils de l'Eocè superior (fa aproximadament 36 milions d'anys) que han estat assignats provisionalment a aquest gènere.

## Descripció
Miacis reté algunes de les característiques primitives presents en l'ordre germà dels carnívors, del mateix període, coneguts com a creodonts. Aquests caràcters són un crani baix, un llarg cos esvelt amb potes curtes i una cua llarga. També reté el mateix nombre de dents (44), tot i que sembla que aquest nombre ja havia començat a reduir-se i que algunes de les dents eren més petites. Aquestes dents es caracteritzaven per unes carnisseres i premolars de mida gran o mitjanament gran, ben diferenciades d'una dentadura tubercular de mida petita.

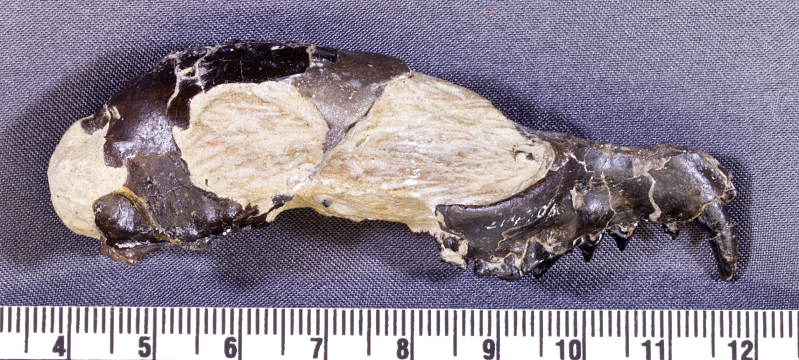
Crani de M. parvivorus

Les potes posteriors eren més llargues que les anteriors, la pelvis era molt similar al dels gossos en forma i en estructura, i alguns caràcters especialitzats són presents a les vèrtebres. Tenia urpes retràctils, articulacions àgils que feia servir per escalar. Quant a la mida i el pes corporals, estimacions de la massa corporal de dos espècimens de M. parvivorus indiquen que exhibia dimorfisme sexual.
Tant Miacis com algunes formes relacionades tenien un cervell relativament més gran que el dels creodonts, i aquest increment de la mida cerebral en proporció a la del cos reflecteix probablement un augment de la intel·ligència. En canvi, el cervell dels miacoïdeus era més petit que el dels carnívors moderns, cosa que reduïa dràsticament la seva capacitat de visió binocular. Igual que la resta de gèneres classificats en l'antiga família dels miàcids, avui rebutjada com a parafilètica, mancava d'una còclea completament ossificada.
El fet que, a diferència d'altres miàcids, Miacis no s'estenia únicament per Nord-amèrica, sinó també per Euràsia, suggereix que la seva morfologia era més propera a la dels miàcids basals. Les característiques tan generalitzades i la baixa especialització de les diferents espècies que formen el gènere Miacis portaren Gingerich i Flynn a concloure que es tracta molt probablement d'un tàxon parafilètic.
Com tots els tàxons, Miacis té uns caràcters diagnòstics que serveixen per identificar una espècie com a pertanyent al gènere. En Miacis, aquests caràcters diagnòstics són:
- dents carnisseres i premolars de mida gran o mitjana;
- una diferenciació de la dentadura carnissera i tubercular, amb una dentadura tubercular petita;
- el parastil de la P4 és petit o minúscul;
- hipocon present a la M1 d'algunes espècies;
- M3 de mida mitjana en algunes espècies i absent en altres;
- els talònids de les molars tenen una conca;
- maxil·lars esvelts anteriorment (a la part davantera) o de profunditat mitjana;
- símfisis amb sutures laxes.

## Comportament
Miacis era probablement un animal de bosc molt àgil que caçava animals més petits, com ara mamífers menuts, rèptils i ocells; també podria haver-se alimentat d'ous i fruita, sent un omnívor. La configuració de les seves potes permet saber que no estava adaptat a llargues persecucions, per la qual cosa el més probable és que parés emboscades a les seves preses. Tot i ser un animal arborícola, el més probable és que dormís dins d'un cau a nivell de terra. Els indicis apunten que era un animal nocturn que confiava especialment en l'oïda i l'olfacte per caçar.

## Hàbitat
Miacis visqué dins dels boscs subtropicals americans, europeus i asiàtics de l'Eocè. A Amèrica, les regions en què s'han trobat fòssils de Miacis eren en aquells temps marges de llacs i planes d'inundació, mentre que sembla que els Miacis del jaciment de Creil (França) vivien en un ambient de bosc fluvial. D'altra banda, la regió de Jiangsu (Xina), on vivia M. lushiensis, era un hàbitat costaner que podria haver romàs relativament estable durant l'Eocè inferior i mitjà, afavorint la fauna de bosc.
Des del principi de l'Eocè, la temperatura del planeta augmentà en un dels escalfaments globals més ràpids (en un context geològic) i extrems registrats a la història geològica, anomenat màxim tèrmic del Paleocè-Eocè. Fou un episodi d'escalfament ràpid i intens (de fins a 7 °C a latituds altes) que durà menys de cent mil anys. El màxim tèrmic provocà una gran extinció que serveix per distingir la fauna de l'Eocè de la del Paleocè.
El clima global de l'Eocè fou probablement el més homogeni del Cenozoic; el gradient tèrmic de l'equador als pols era la meitat de l'actual, i els corrents oceànics profunds eren excepcionalment càlids. Les regions polars eren molt més càlides que avui en dia, potser com el nord-oest dels Estats Units actual. Els boscos temperats arribaven fins als mateixos pols, mentre que els climes tropicals plujosos arribaven fins a 45° de latitud nord. La diferència era més gran a les latituds temperades; tanmateix, el clima dels tròpics probablement era similar al d'avui en dia.
Segons Heinrich, Strait i Houde, aquest escalfament del clima de principis de l'Eocè influí en els mamífers, provocant una tendència evolutiva vers el nanisme.

## Posició en l'arbre evolutiu dels carnívors
El fòssil més antic conegut de Miacis demostra que els carnívors tenen el seu origen filogenètic a Nord-amèrica. Les comparacions anatòmiques d'aquest exemplar amb carnívors moderns indiquen que la seva capacitat d'explotació dels hàbitats arboris era comparable a la dels carnívors arborícoles més especialitzats de l'actualitat. El pes d'aquest Miacis primitiu fou estimat en 1,3 kg.
Miacis és un representant d'un grup de carnívors primitius que foren els avantpassats dels carnívors moderns (ordre Carnivora), però només l'espècie M. cognitus és un autèntic carnívor. Així doncs, Miacis pot ser considerat el gènere de mamífers carnívors precursor dels caniformes moderns. Es creu que l'avantpassat comú dels miàcids i dels viverràvids (els carnívors basals precursors dels feliformes) visqué durant el Cretaci superior. La separació entre la branca dels carnívors moderns i la resta de miàcids, incloent-hi Miacis, tingué lloc a mitjans de l'Eocè, amb l'aparició de grups com el dels amficiònids, que podrien ser els precursors dels ossos moderns; o els hesperocionins, que representen el primer grup de cànids a aparèixer després d'aquesta divergència.